# Främmande fågel
Främmande fågel är en deckarroman från 2006 av den svenska författaren Anna Jansson.

## Handling
Boken handlar om hur fågelinfluensan kommer till Gotland. Myndigheterna är oförberedda, det finns inte tillräckligt med vaccin och panik utbryter. Samtidigt försöker kriminalinspektör Maria Wern lösa mordet på en vitrysk man, som ingen tycks känna igen.
Maria har flyttat till Gotland. Hon jobbar på polisstationen i Visby. Det är sommar och sonen befinner sig på fotbollsläger. En av kokerskorna på lägret insjuknar i en influensaliknande sjukdom och dör hastigt. Hon har i sin tur smittats av sin granne, som tränar brevduvor som hobby. Grannen hittas död i sin säng och hans duvor ligger döda med benen i vädret i duvslaget. Fågelinfluensan har kommit till Gotland. 
När epidemin är ett faktum, börjar jakten på att hitta ett verkningsfullt vaccin. Ett privat vårdbolag i staden visar sig ha stort intresse för sjukdomsförloppet och räknar med att göra sig en rejäl hacka på att sälja vaccin till desperata öbor. Läkemedelsindustrin underlättar inte heller för att stoppa smittspridningen. En smittskyddsläkare beslutar att hela fotbollslägret med barn och tränare ska hållas i karantän. Panik utbryter bland föräldrarna och polisen tillkallas för att upprätthålla ordningen i lägret. Maria Wern kastas mellan sin yrkesroll som polis där hon ska arbeta för att bevara ordningen under karantänen och sin roll som mamma till sonen som sitter isolerad.
2008 spelade TV 4 in en dramaserie Maria Wern - Främmande fågel, baserad på Anna Janssons bok. Under fyra avsnitt fick man följa Maria Wern (spelad av Eva Röse) och hennes kollegor under utredningen samt i privatlivet. 